# Doryopteris lonchophora
Doryopteris lonchophora är en kantbräkenväxtart som först beskrevs av Georg Heinrich Mettenius, och fick sitt nu gällande namn av John Smith. Doryopteris lonchophora ingår i släktet Doryopteris och familjen Pteridaceae. Inga underarter finns listade.